# Tinh tinh
Tinh tinh (Pan troglodytes), còn gọi là hắc tinh tinh, tinh tinh thông thường, là một loài trong chi Tinh tinh (Pan), Họ Người, bộ Linh trưởng, được Blumenbach mô tả vào năm 1775..

## Mô tả
Tinh tinh thường sinh sống ở Tây và Trung Phi. Họ hàng gần nhất với nó là bonobo (Pan paniscus), được tìm thấy tại các cánh rừng của Cộng hòa dân chủ Congo. Ranh giới địa lý giữa hai loài này là sông Congo.
Tinh tinh trưởng thành có thể cân nặng 40 và 65 kg (88 và 143 lb) và cao 1,6 đến 1,3 m (5 ft 3 in đến 4 ft 3 in) khi đứng thẳng. Thời gian mang thai kéo dài 8 tháng. Con tinh tinh sơ sinh là cai sữa khoảng ba năm tuổi, nhưng thường duy trì một mối quan hệ gần gũi với mẹ của nó trong vài năm nữa, nó đạt đến tuổi dậy thì ở độ tuổi lên 8 hoặc 10, và tuổi thọ của nó trong điều kiện nuôi nhốt là khoảng 50 năm.
Tinh tinh sống phổ biến ở các nhóm có từ 15 đến 150 thành viên, mặc dù các cá thể đi và kiếm thức ăn thành nhóm nhỏ hơn nhiều trong ngày. Cuộc sống các loài trong một hệ thống cấp bậc nghiêm ngặt, con đực thống trị, có nghĩa là tranh chấp có thể được giải quyết mà không cần bạo lực. Gần như tất cả các quần thể tinh tinh đã được ghi nhận có thể sử dụng các công cụ, dậy được sửa đổi, đá, cỏ, và lá và sử dụng chúng để lấy mật ong, mối, kiến, các loại hạt, và nước. Loài này cũng đã được tìm thấy tạo gậy mài nhọn để đâm Galago senegalensis ra khỏi lỗ nhỏ trên cây.
Tinh tinh được liệt kê trong Sách đỏ IUCN và loài nguy cấp. Từ 170.000 và 300.000 cá thể được ước tính trên phạm vi của nó trong rừng và hoang mạc của Tây và Trung Phi. Các mối đe dọa lớn nhất đối với tinh tinh là tình trạng phá hủy môi trường sống, săn bắn và bệnh tật. Tinh tinh hiếm khi thọ quá 40 năm trong điều kiện sống hoang dã, nhưng có thể sống tới 60 năm trong điều kiện giam giữ và con tinh tinh có tên gọi là Cheetah trong phim Tarzan sống đến 80 tuổi.
Mặc dù khoa học từ lâu đã nghi ngờ tuyên bố này, nhưng nó đã được chứng minh rằng tinh tinh có thể cư xử đoàn kết với các thành viên trong nhóm của chúng và tự đặt mình ở vị trí thứ hai.
Một nghiên cứu năm 2022 chứng tỏ hành vi học tập mang tính xã hội tồn tại ở loài tinh tinh, dựa trên bằng chứng về hoạt động đào giếng tìm nước sạch.

## Hình ảnh

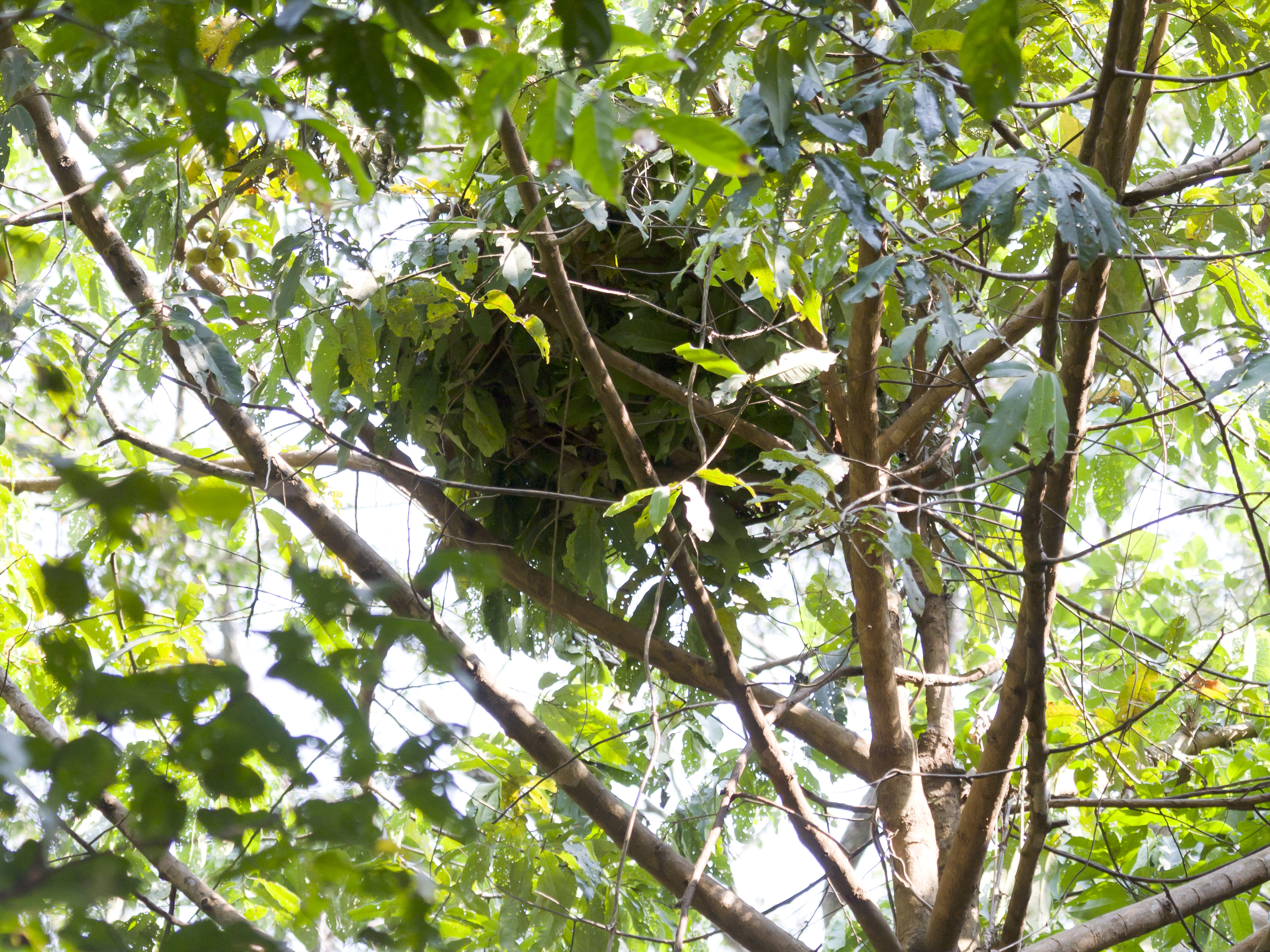
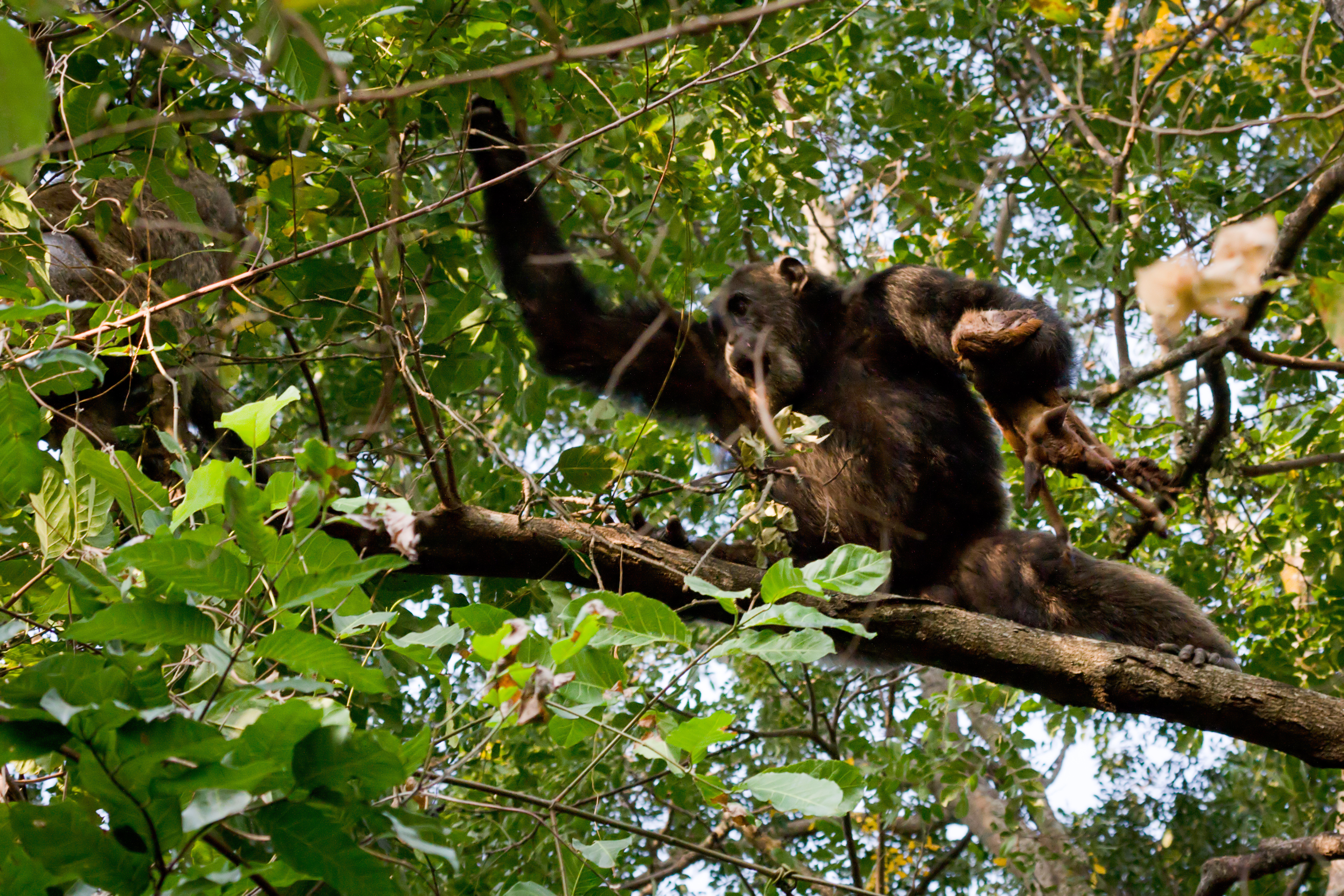
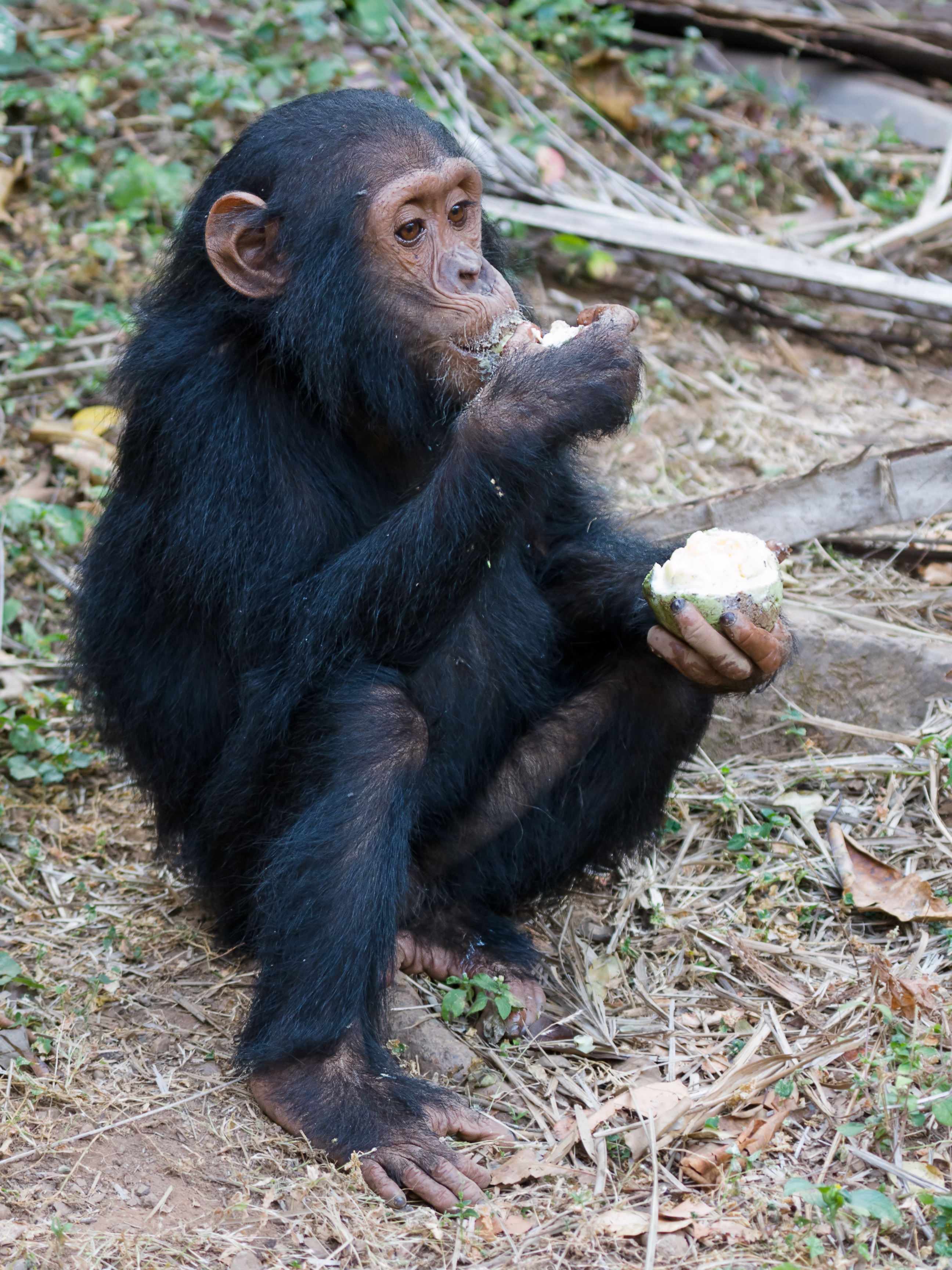
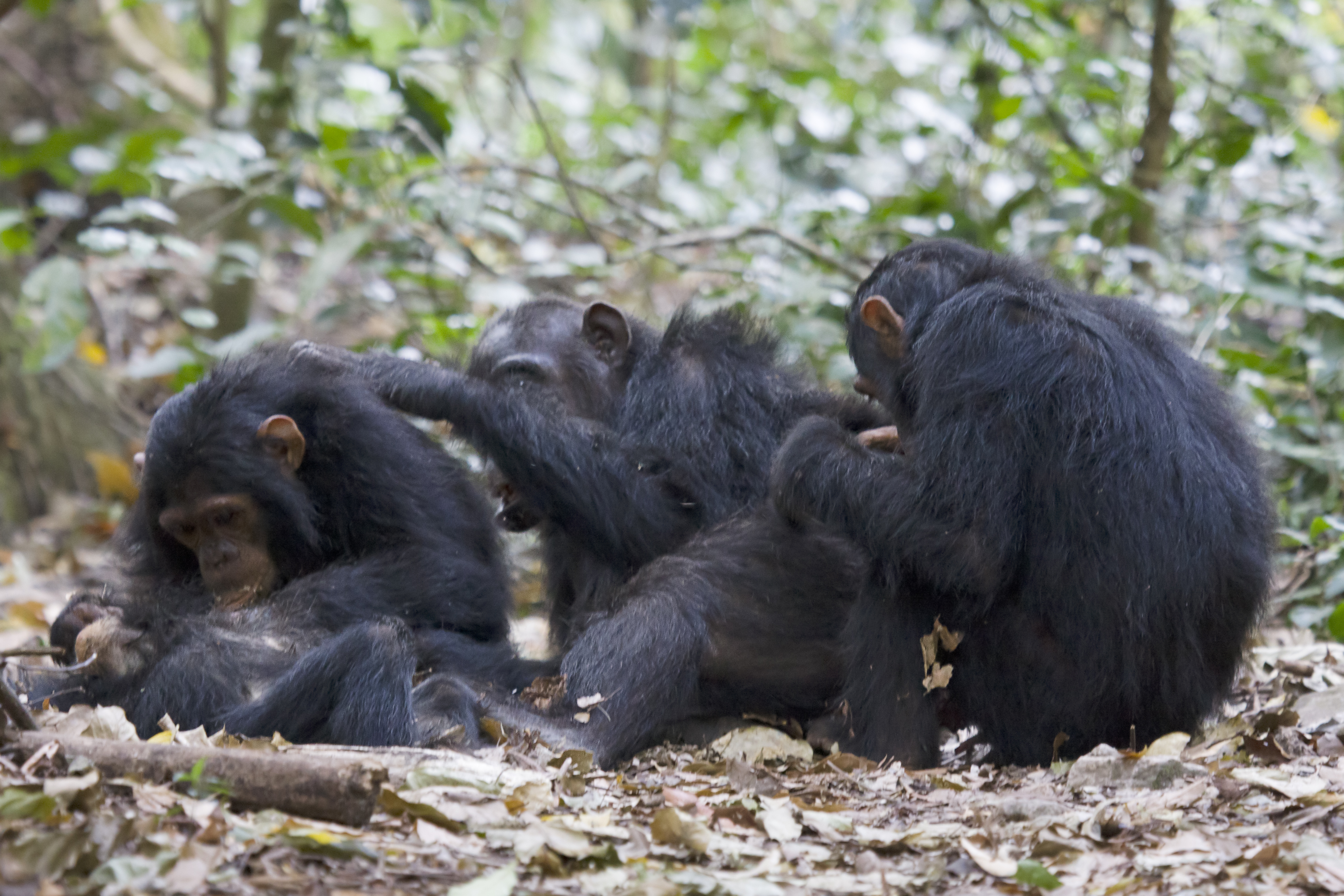
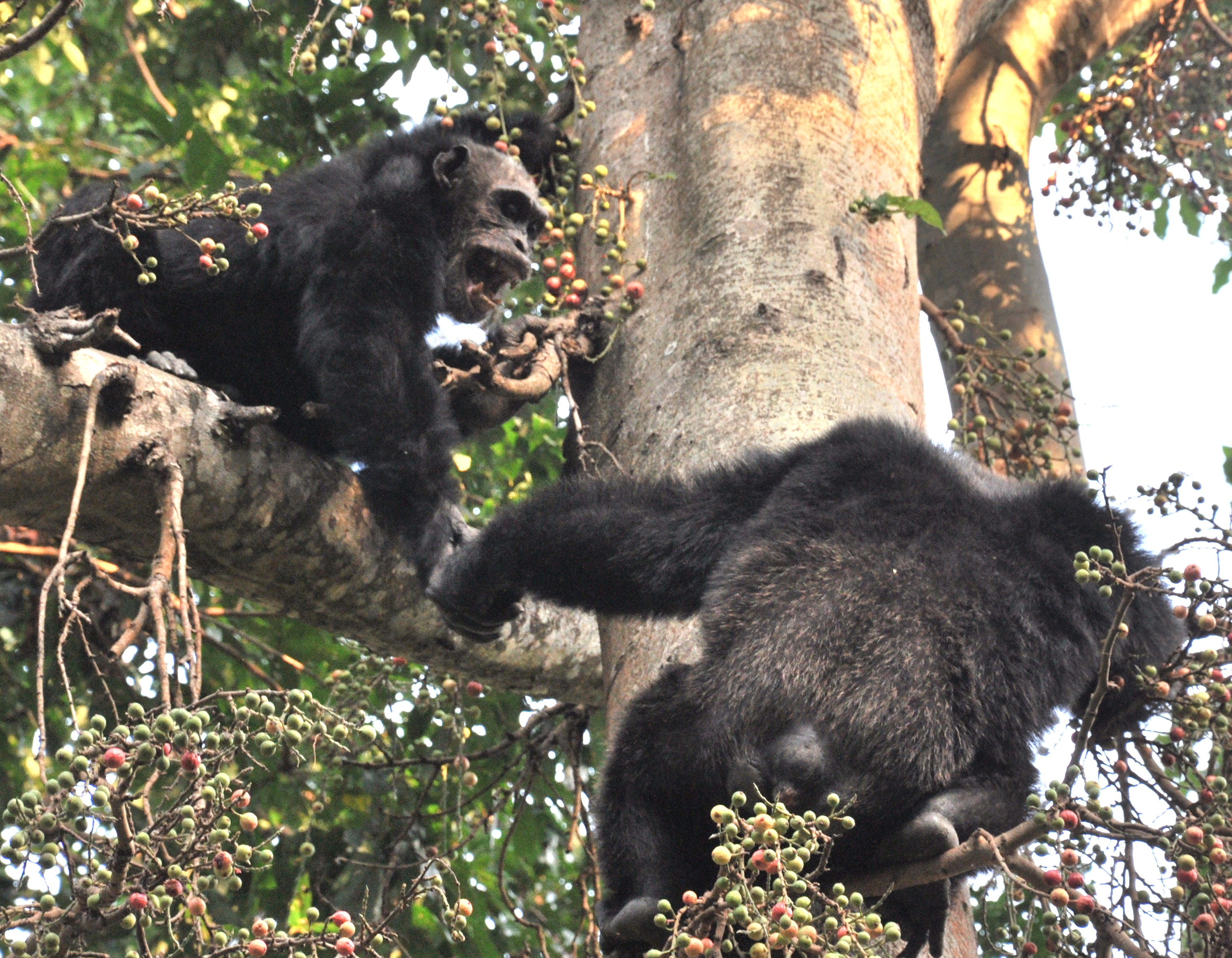
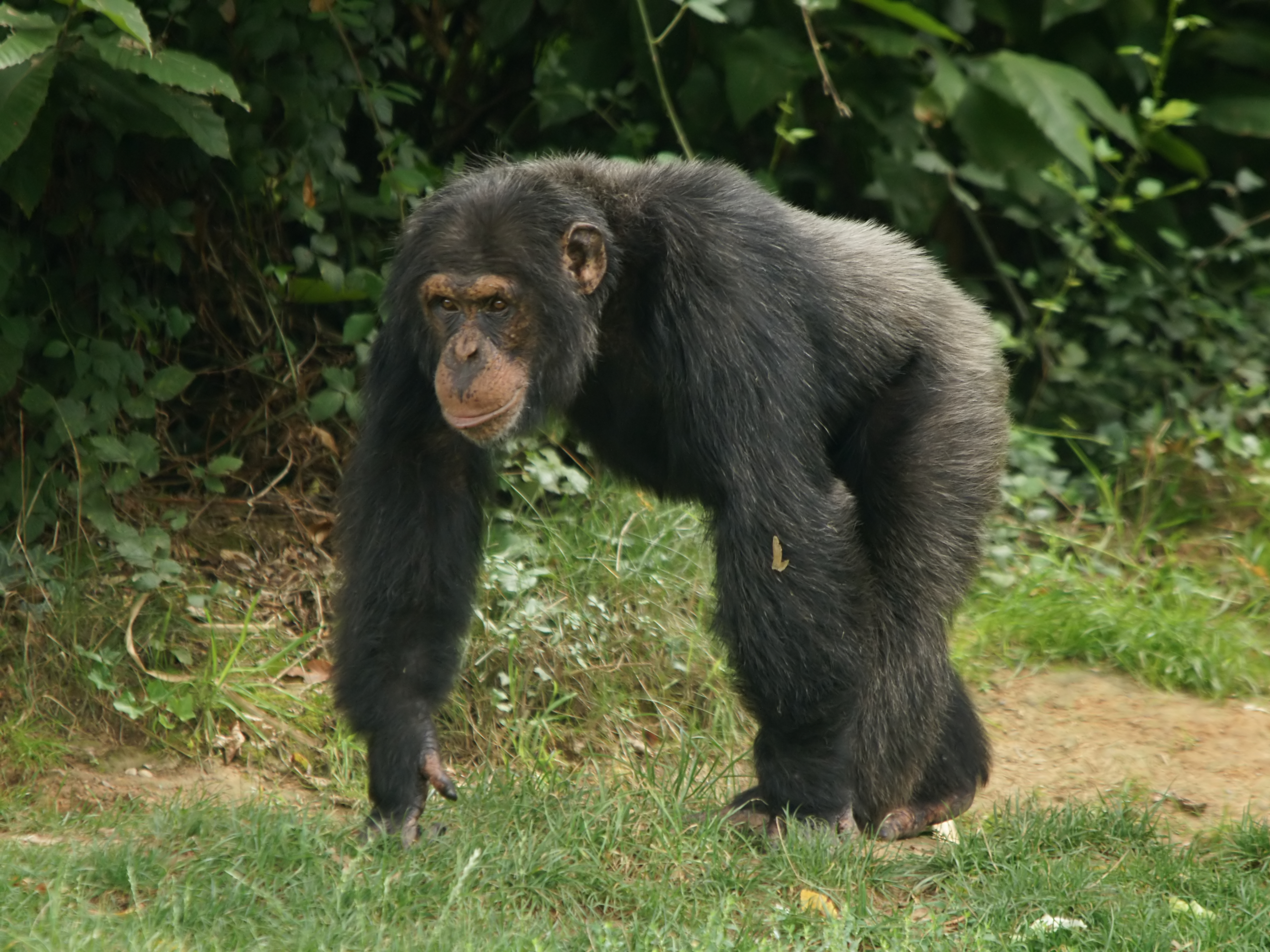
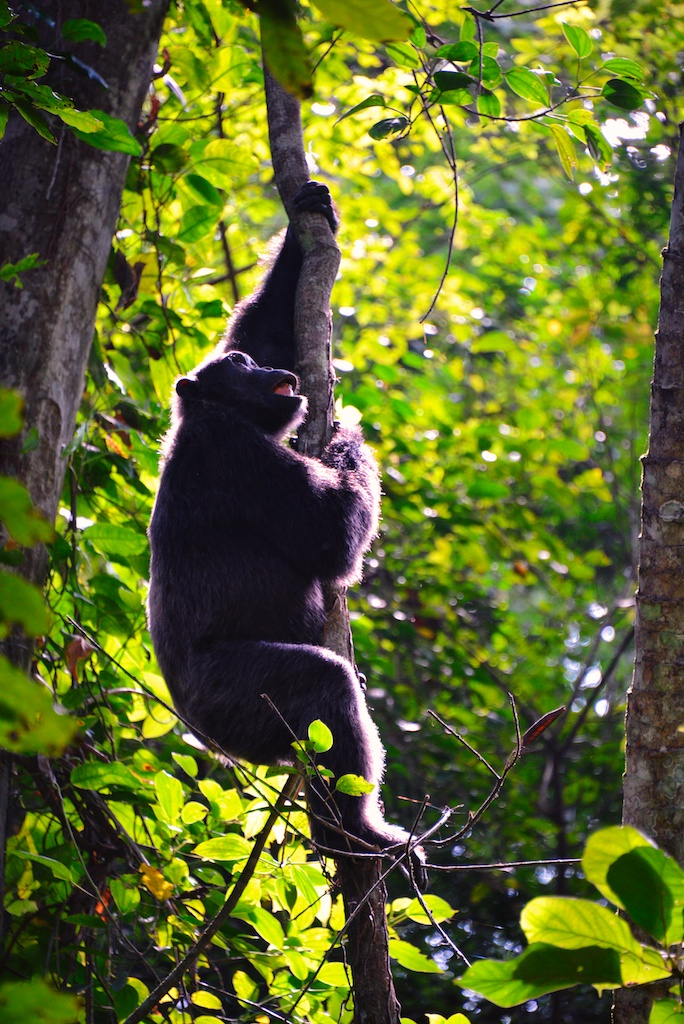
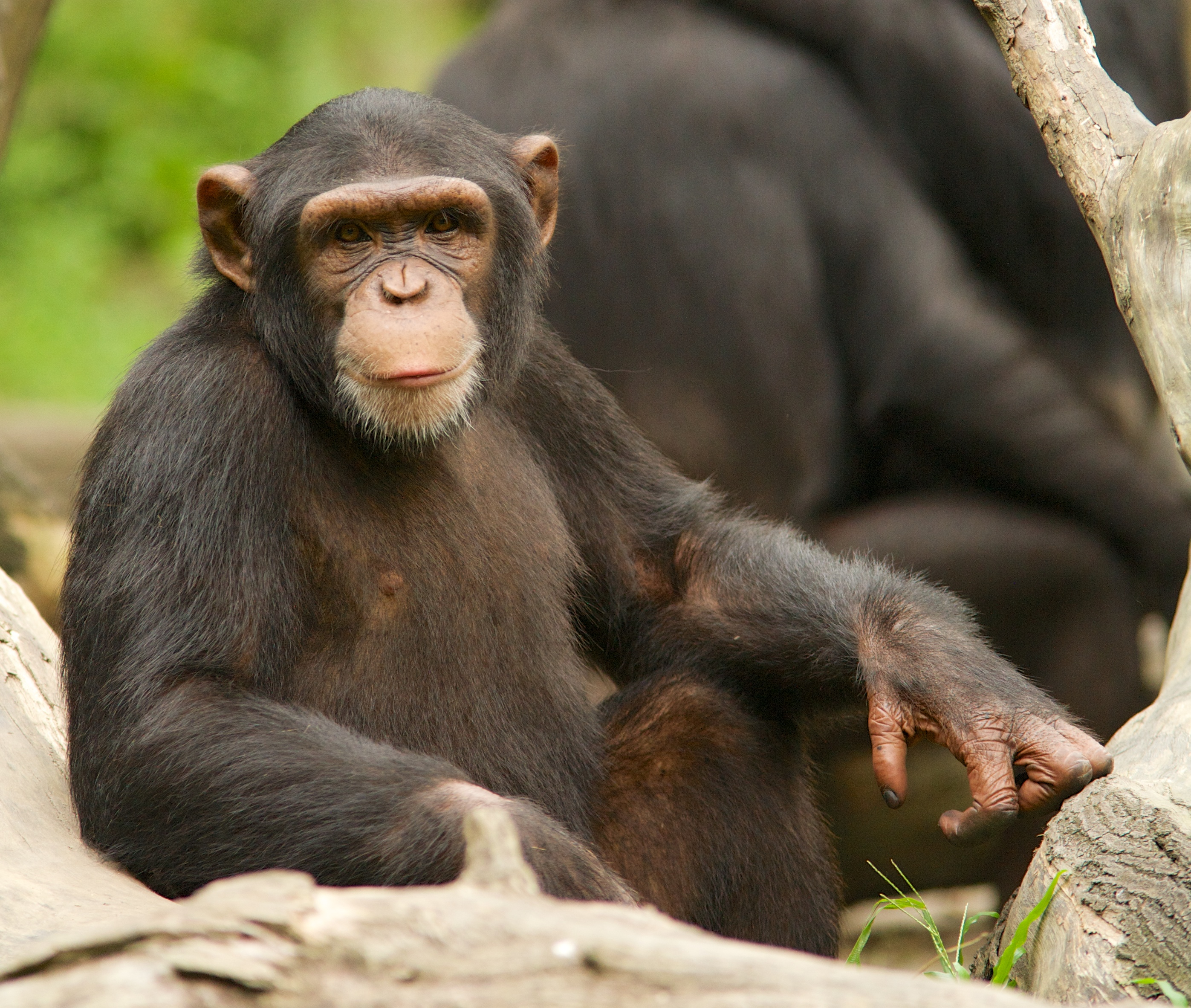
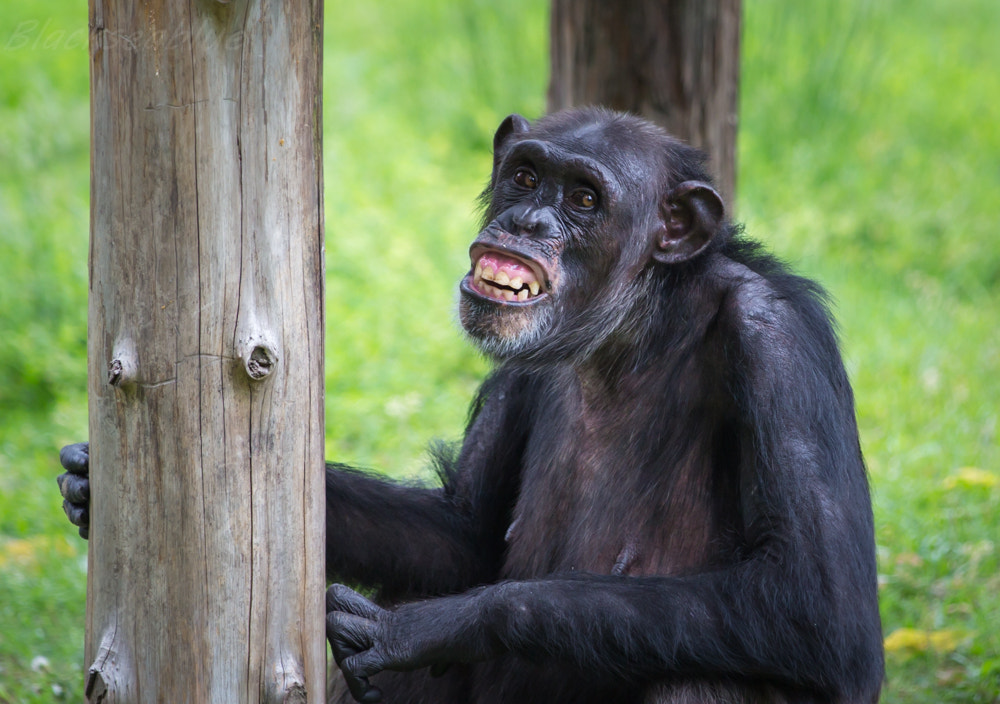
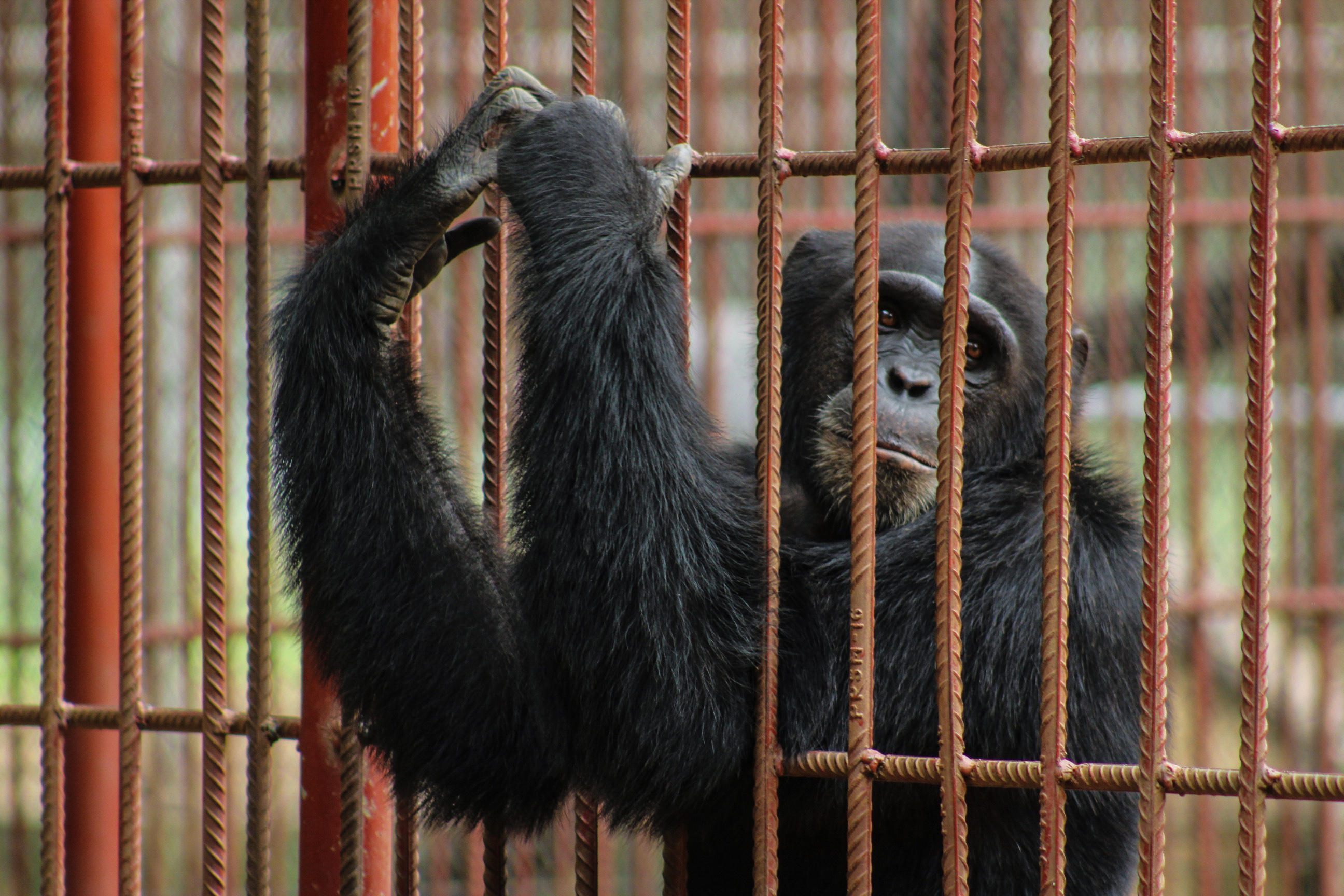